# The Incredible Hulk Coaster
The Incredible Hulk Coaster is een stalen lanceerachtbaan in het Amerikaanse attractiepark Islands of Adventure, dat onderdeel is van Universal Orlando Resort.

## Algemene informatie

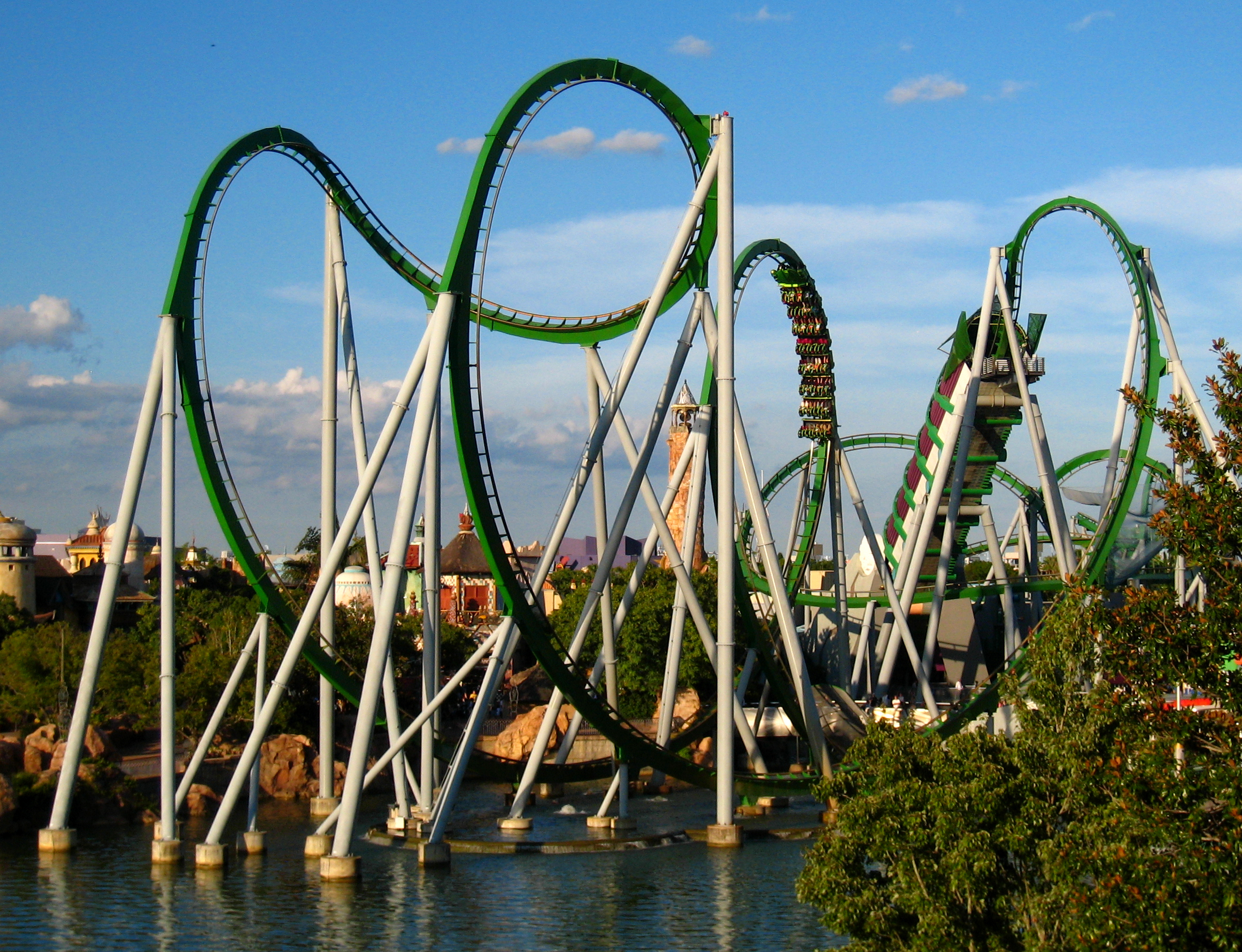
De cobrarol en lancering van The Incredible Hulk Coaster

The Incredible Hulk Coaster werd op 28 mei 1999 geopend tegelijk met het park Islands of Adventure. De achtbaan werd gebouwd door het Zwitserse Bolliger & Mabillard en maakt gebruik van een wiellancering. Het lanceerspoor ligt in tegenstelling tot wat gebruikelijk is niet semi horizontaal maar is schuin geplaatst in een tunnel zodat het lijkt alsof de baan gebruikmaakt van een optakeling.

## Technisch
- Baanlengte: 1128 m
- Baanhoogte: 33,5 m
- Eerste afdaling: 32 m
- Inversies: 7
  - 2 keer een looping
  - 2 keer een kurkentrekker
  - een cobrarol
  - een zero g roll
- Lancering: 0 tot 64,4 km/h in 2 seconden
- Maximale snelheid: 108 km/h
- Achtbaantrein: 8 wagons met 1 rij van 4 personen; in totaal 32 passagiers
- Capaciteit: 1920 personen per uur